# Tylers Common
Tylers Common, également connu sous le nom d'Upminster Common, est une terre commune située dans le Borough Londonien de Havering. C'est l'une des plus grandes zones de terres communes du Grand Londres, avec 32,06 hectares (79,2219851486 acre) de terres communes protégées . 